# Вежаю (приток Мезени)
Вежаю (устар. Вежа-Ю, Вежа) — река в России, течёт по территории Удорского района Республики Коми. Правый приток реки Мезень.
Длина реки составляет 12 км.
Течёт по лесистой болотистой местности. Генеральным направлением течения является северо-запад. Впадает в Мезень на высоте 79 м над уровнем моря.

## Данные водного реестра
По данным государственного водного реестра России относится к Двинско-Печорскому бассейновому округу, водохозяйственный участок реки — Мезень от истока до водомерного поста у деревни Малонисогорская. Речной бассейн реки — Мезень.
Код объекта в государственном водном реестре — 03030000112103000044282.